# Part of Me
Part of Me ist ein Lied der US-amerikanischen Sängerin Katy Perry.
Das zum Genre des Dance-Pop und Pop-Rock gehörende Lied wurde von Perry und Bonnie McKee geschrieben, während die Produktion von Lukasz Gottwald, Cirkut und Max Martin stammt. Kritiker verglichen das Lied mit Perrys vorherigen Nummer-eins-Hit California Gurls (2010), der Liedtext richtete sich an Katys Exfreund Travie McCoy, jedoch textete Perry das Lied so um, dass es sich gegen ihren Exmann Russell Brand richtet.

## Hintergrund
Das Lied wurde während der Teenage Dream Sessions von Perry, Dr. Luke, Bonnie Mckee und Max Martin, zusammen mit den weiteren Liedern Teenage Dream, Last Friday Night (T.G.I.F.) & California Gurls geschrieben.
Laut dem Rolling Stone schrieb McKee die ganze Nacht am Liedtext. Nachdem Perry sich die dritte Zeile durchgelesen hatte, soll sie geschrien haben: „We’re buying you a car!“ (dt. „Wir kaufen dir ein Auto“). In einem Interview mit dem Blogger Alex Kazemi sagte McKee über das Lied: „Das ist schön. Katy singt das Lied mit so vielen Emotionen. Es ist wirklich ein schönes Lied.“ Am 30. Dezember 2010 gelangte die Demoversion des Liedes ins Internet.
Anfang 2012 gab Perry bekannt, dass Part of Me als erste offizielle Single der Wiederveröffentlichung des Albums Teenage Dream veröffentlicht wird.
Vor der Grammyverleihung 2012 stellte Katy das Lied ins Internet und sang es am selben Tag auf der Gala. Schließlich entschloss sich Perrys Plattenfirma Capitol Records Part of Me am 13. Februar 2012 zu veröffentlichen.

## Komposition
Part of Me ist ein Dance-Pop-Lied mit Pop-Rock- und House-Elementen. Das Lied wurde von Dr. Luke produziert.
Die Sängerin bezeichnet sich selbst als unzerbrechlich nach ihrer Trennung von Russell Brand, darüber singt Perry in Zeilen, wie: „Days like this I want to drive away/ Pack my bags and watch your shadow fade/ ’Cause you chewed me up and spit me out/ Like I was poison in your mouth/ You took my light, you drained me down/ But that was then and this is now, now look at me.“
Die Komposition von Part of Me wurde mit Perrys Vorgänger-Hit California Gurls (2010) verglichen.
„This is the part of me/ That you’re never gonna ever take away from me/ Throw your sticks in the stones/ Throw your bombs and your blows/ But you’re not gonna break my soul/ This is the part of me that you’re never gonna ever take away from me“, singt Katy Perry.
Chris Ryan von MTV spekulierte, ob sich das Lied auf eventuell Perrys Exfreund Travie McCoy bezieht, während Amanda Dobbins vom Magazin New York das Lied als „Trennungshymne“ bezeichnete.

## Auftritte
Am 12. Februar 2012 sang Katy Perry das Lied zum ersten Mal zusammen mit E.T. bei der Grammyverleihung 2012. Am 22. März sang sie es zum ersten Mal in Deutschland bei der Echoverleihung 2012.

## Kommerzieller Erfolg

### Chartplatzierungen
Part of Me wurde die 21. Single, die direkt auf Platz 1 der US-amerikanischen Billboard Hot 100 debütierte. Part of Me verkaufte sich in der ersten Woche zwischen 400.000 und 420.000 mal, das reichte, damit das Lied direkt in den Hot Digital Songs und den Billboard Hot 100 auf Platz 1 landete. Damit ist es Katy Perrys siebter Nummer-eins-Hit in den USA.
| ChartsChartplatzierungen       | Höchstplatzierung | Wochen |
| ------------------------------ | ----------------- | ------ |
| Deutschland (GfK)              | 20 (12 Wo.)       | 12     |
| Österreich (Ö3)                | 18 (12 Wo.)       | 12     |
| Schweiz (IFPI)                 | 33 (10 Wo.)       | 10     |
| Vereinigte Staaten (Billboard) | 1 (22 Wo.)        | 22     |
| Vereinigtes Königreich (OCC)   | 1 (20 Wo.)        | 20     |

| ChartsJahrescharts (2012)      | Platzierung |
| ------------------------------ | ----------- |
| Österreich (Ö3)                | 71          |
| Schweiz (IFPI)                 | 83          |
| Vereinigte Staaten (Billboard) | 31          |
| Vereinigtes Königreich (OCC)   | 55          |

### Auszeichnungen für Musikverkäufe
| Land/Region                  | Auszeichnungen für Musikverkäufe (Land/Region, Auszeichnung, Verkäufe) | Verkäufe  |
| ---------------------------- | ---------------------------------------------------------------------- | --------- |
| Australien (ARIA)            | 7× Platin                                                              | 490.000   |
| Brasilien (PMB)              | Diamant                                                                | 250.000   |
| Dänemark (IFPI)              | Platin                                                                 | 90.000    |
| Deutschland (BVMI)           | Gold                                                                   | 150.000   |
| Frankreich (SNEP)            | —                                                                      | 36.800    |
| Italien (FIMI)               | Gold                                                                   | 15.000    |
| Kanada (MC)                  | 6× Platin                                                              | 480.000   |
| Mexiko (AMPROFON)            | Gold                                                                   | 30.000    |
| Neuseeland (RMNZ)            | 2× Platin                                                              | 60.000    |
| Österreich (IFPI)            | Platin                                                                 | 30.000    |
| Schweden (IFPI)              | Platin                                                                 | 80.000    |
| Spanien (Promusicae)         | Gold                                                                   | 30.000    |
| Vereinigte Staaten (RIAA)    | 5× Platin                                                              | 5.000.000 |
| Vereinigtes Königreich (BPI) | Platin                                                                 | 600.000   |
| Insgesamt                    | 4× Gold · 24× Platin · 1× Diamant ·                                    | 7.241.800 |

Hauptartikel: Katy Perry/Auszeichnungen für Musikverkäufe

### Auszeichnungen für Musikstreaming
| Land/Region     | Auszeichnungen für Musikverkäufe (Land/Region, Auszeichnung, Verkäufe) | Verkäufe  |
| --------------- | ---------------------------------------------------------------------- | --------- |
| Dänemark (IFPI) | Platin                                                                 | 1.800.000 |
| Insgesamt       | 1× Platin ·                                                            | 1.800.000 |

Hauptartikel: Katy Perry/Auszeichnungen für Musikverkäufe